# 卡诺莱站
卡诺莱站（法語：Gare de Carnolès，法語發音：[ɡaʁ də kaʁnɔlɛs]）是法國马赛－文蒂米利亚铁路線上的一個鐵路車站，位於普羅旺斯-阿爾卑斯-蔚藍海岸大區的濱海阿爾卑斯省所轄的羅克布呂訥-卡普馬丹境内，因靠近同名海滩而得名。該車站為普罗旺斯-阿尔卑斯-蓝色海岸大区公共運輸管理。

## 車站現況
卡诺莱站位於海拔14 公尺，為馬賽－文蒂米利亞鐵路線246.892公里的公里點處，在位於羅克布呂訥-卡普馬丹站和芒通站之間。

## 设施
卡诺莱站设有人工售票窗口，其开放时间为每周一、四、五：8:00~12:30和14:05~16:10（不含节假日）。
此外，卡诺莱站的站内还设有自动售票机等设施。

## 站台设置
| 西北↑ |      |                 | 主站房 |
|       | 侧式 |                 |        |
| 1道   |      | 文蒂米利亚方向→ |        |
| 2道   |      | ←尼斯方向       |        |
|       | 侧式 |                 |        |
| 东南↓ |      |                 |        |

## 停靠线路
以下列车线路在卡诺莱站停靠：
| 卡诺莱站列车线路表                     |      |                     |        |              |
| 线路                                   | 车种 | 上一站              | 下一站 | 大致运行频率 |
| 莱萨克/尼斯—芒通/文蒂米利亚            | TER  | 摩纳哥              | 芒通   | 每天11趟左右 |
| 格拉斯/戛纳拉博卡/尼斯—芒通/文蒂米利亚 | TER  | 羅克布呂訥-卡普馬丹 | 芒通   | 每天14趟左右 |
| 1.                                     |      |                     |        |              |

## 配套交通

### 长途汽车
卡诺莱站附近暂无长途城市汽车线路。

### 城市公共交通
| zest卡诺莱站附近的市内公共交通线路 |                                        | |
| 公交车站名称                       | 位置                                   | 停靠线路 |
| 卡诺莱火车站 Carnolès Gare         | 卡诺莱站西侧 （弗朗索瓦·德蒙莱翁大街） | - 18：芒通-圣路易 ↔ 摩納哥-圣代沃特-火车站 - 21：羅克布呂訥-卡普馬丹（单循环线路） - 22：羅克布呂訥-卡普馬丹（单循环线路） - 24：芒通-汽车站 ↔ 摩納哥-齿轮铁路车站 |
| 1.                                 |                                        | |

### 社会车辆
卡诺莱站附近街道可沿街停靠少量社会车辆。